# Veliká Ves, Praha-východ
Veliká Ves là một làng thuộc huyện Praha-východ, vùng Středočeský, Cộng hòa Séc.